# Saint-Fraigne
Saint-Fraigne ist eine französische Gemeinde mit 429 Einwohnern (Stand: 1. Januar 2022) im Département Charente in der Region Nouvelle-Aquitaine (vor 2016 Poitou-Charentes); sie gehört zum Arrondissement Confolens und zum Kanton Charente-Nord. Die Einwohner werden Saint-Fraignois genannt.

## Geographie
Saint-Fraigne liegt etwa 38 Kilometer nordnordwestlich von Angoulême und wird umgeben von den Nachbargemeinden Longré im Norden, Brettes im Nordosten, Souvigné im Nordosten und Osten, Ébréon im Osten, Aigre im Südosten und Süden, Oradour im Südwesten, Lupsault im Westen, Les Gours im Westen und Nordwesten sowie Couture-d’Argenson im Nordwesten.

## Bevölkerungsentwicklung
| Jahr                       | 1962 | 1968 | 1975 | 1982 | 1990 | 1999 | 2006 | 2019 |
| Einwohner                  | 548  | 562  | 500  | 484  | 472  | 426  | 457  | 439  |
| Quellen: Cassini und INSEE |      |      |      |      |      |      |      |      |

## Sehenswürdigkeiten
- Kirche Saint-Fraigne, 1868 bis 1869 auf den Resten des früheren Priorats Notre-Dame aus dem 12. Jahrhundert erbaut, seit 1999 Monument historique
- Schloss Biarge aus dem 18. Jahrhundert

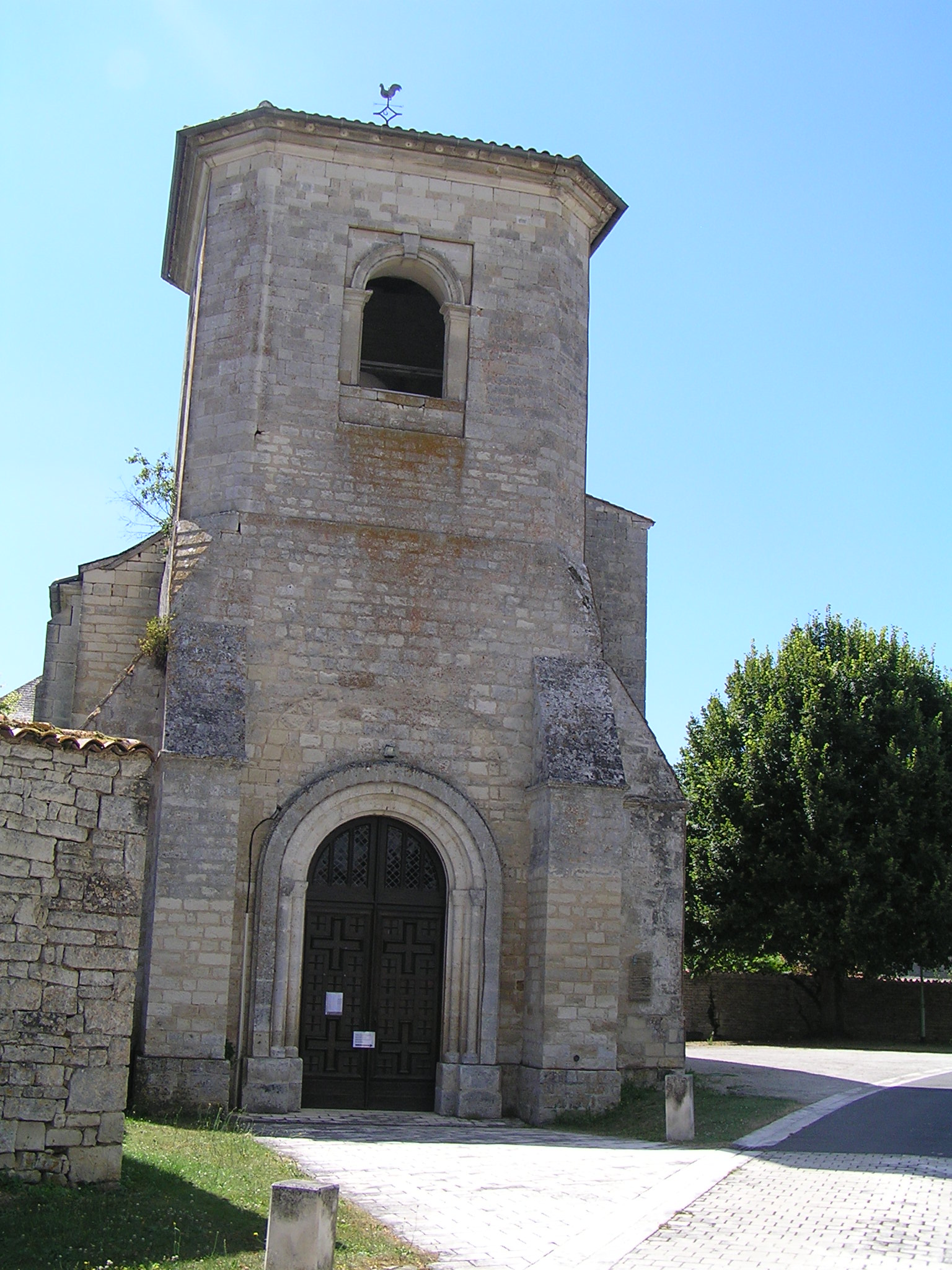
Kirche Saint-Fraigne